# Žiželice (kraj środkowoczeski)
Žiželice – gmina w Czechach, w powiecie Kolín, w kraju środkowoczeskim. Według danych z dnia 1 stycznia 2014 liczyła 1 574 mieszkańców.